# حادثة الحافلتين في تركيا (أغسطس 2022)
في 20 أغسطس 2022، حصلت حادثتين مُنفصلتين في تركيا بمواقع مُختلفة وقَد لقي ما لا يقل عن 35 شخصًا مصرعهم في الحادثتين كما أوردت بعض المصادر في تركيا. على الرغم من وجود التشابه الواضح بين الحادثتين، ولكن وَرد أنَّ الحادثتين مُختلفتين كُليًا وغير مرتبطين.

## الوصف
قتلت الحافلة الأولى التي اصطدمت بالحشد 16 شخصًا وأصابت 21 آخرين. ثُمَّ بعدها بساعات، وتَحديدًا في ماردين، اصطدمت الحافلة الثانية بحشدٍٍ من الناس، مما أسفر عن مقتل 16 شخصًا وإصابة 29 آخرين.

## حادِثة غازي عنتاب
تحطمت الحافلة في غازي عنتاب وقد لقي ما لا يقل عن 16 شخصًا مصرعهم بعد اصطدام تلك الحافلة والتي تتضمن عمال الطوارئ (وفقًا لـ بي بي سي) وقال فؤاد أقطاي، نائب الرئيس التركي، «إن عمال الطوارئ والصحفيين فَقدوا حياتهم أثناء تأدية واجبهم». وقَد صَرَّح بَعض مسؤولون إنَّ «الحافلة اصطدمت بفرق طوارئ كانت تتعامل مع حادث طريق سابق في جنوب تركيا، وذُكِرَ أنها أسفرت عن مقتل 15 شخصًا على الأقل وإصابة 22 آخرين».
من بين القتلى في هذهِ الحادثة هُم رجال إطفاء ورجال إنقاذ وصحفيين أرسلوا إلى موقع حادث سير سابق حيث انحرفت سيارة ما عن المسار الصحيح. وقد انصدمت الحافلة وتزحلقت وانقلبت على بعد 200 متر. وَقد تَمَّ إرسال التعزيزات المطلوبة لنقل الجرحى إلى أقرب المُستشفيات.

## حادثة إقليم ماردين
لقي ما لا يقل عن 16 شخصًا مصرعهم وأصيب ما يقرب من 30 آخرين بعد أن اصطدم سائق شاحنة بالمارة في بلدة على بعد 200 كيلومتر (120 ميلًا) شرقًا، بحسب وزير الصحة فخر الدين قوجة.

## الخسائِر المُقدّرة
وفقًا لـ رويترز فإنَّ الوفيات 32 شخص وعدد الإصابات غير الخطيرة 49 شخص في كِلا الحادثتين.

## ردود الفِعل
- الإمارات العربية المتحدة: صَرَّح رئيس الإمارات محمد بن زايد آل نهيان، ونائبه محمد بن راشد آل مكتوم، في 23 أغسطس 2022، عن تعازيهما لرئيس تركيا رجب طيب أردوغان، «في ولايتي غازي عنتاب وماردين، بسبب وقوع عددٍ من الوفيات والجرحى».[9]
- فلسطين: أعربت حركة حماس الفلسطينية، في 21 أغسطس 2022، عن تعازيها لتركيا في ضحايا حادثي سير بمدينتي غازي عنتاب وماردين.[10]
- كازاخستان: في 22 أغسطس 2022 صَرَّح الرئيس الكازاخي جومرت توكاييف، عن تعازيه لـ رجب طيب أردوغان، عن ضحايا الحوادث بمدينتي غازي عنتاب وماردين.[11]